# Barton 1792 Distillery

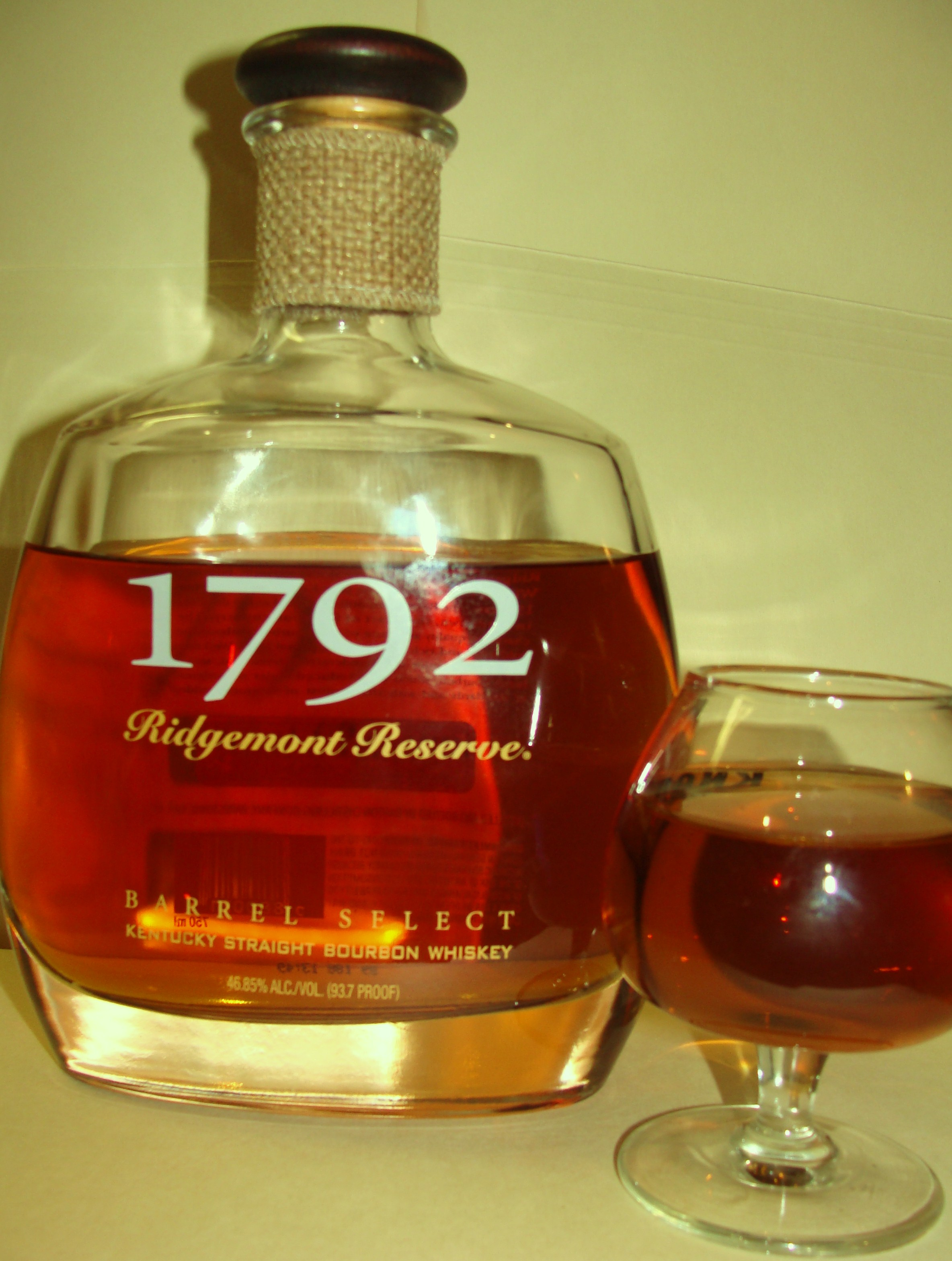
1792 Ridgemont Reserve

Barton Brands ist eine US-amerikanische Whiskey-Brennerei in Bardstown, Kentucky. Die Brennerei geht auf die Tom-Moore-Destillerie aus den 1880ern zurück, die die Prohibition in den Vereinigten Staaten nicht überlebte. 1934 kaufte Harry Teur das Fabrikgelände und errichtete darin Barton Brands. Barton gehört zur Sazerac Company aus New Orleans. Das Oscar Getz Museum of Whiskey History in Bardstown geht allerdings auf die Privatsammlung des ehemaligen Barton-Eigentümers Oscar Getz zurück.

## Geschichte
Die Tom-Moore-Destillerie wurde in den 1889 von Tom Moore und Ben Mattingly gegründet und war damals eine von über 20 Brennereien in Bardstown, die Bourbon Whiskey produzierten. Das Unternehmen überlebte die Prohibition in den Vereinigten Staaten nicht. 1934 kaufte Harry Teur das Fabrikgelände und errichtete dort eine neue Brennerei unter dem Namen Tom Moore. 1944 kaufte Oscar Getz das Gelände und benannte das Unternehmen in Barton Brands um.
1945 brannte die Destillerie nieder. Die Brennerei stellte zu dieser Zeit noch Neutralalkohol für die amerikanischen Streitkräfte im Zweiten Weltkrieg her. Das Feuer entwickelte sich an einer Pumpe, in der Alkohol gepumpt wurde, und breitete sich schnell über das Destilleriegebäude aus. Neben der Destillerie selbst brannten 6000 Bushel (etwa 2000 Hektoliter) Getreide mit ab. Die Lagerhäuser selbst blieben jedoch stehen.
Barton expandierte in den Folgejahren und kaufte mehrere Brennereien und Whiskeymarken in den USA hinzu. Unter anderem kam es dadurch an das Portfolio der Traditionsbrennerei Hiram Walker aus Illinois und die US-Vertriebsrechte für das Bier Corona. 1993, inmitten der Bourbon-Krise, kaufte Canandaigua, das spätere Constellation Brands, Barton auf – einmal, um die Rechte an Corona zu erwerben, zum anderen, um die Lagerstätten in Bardstown zur Reifung des eigenen Branntweins zu nutzen. 2009 verkaufte Constellation seine gesamten Spirituosen an die Sazerac Company.
Neben der Destillerie in Bardstown besitzt Barton Brands weitere Produktionsstätten in Lansdowne, Maryland und Carson, Kalifornien. Das Gelände in Kentucky heißt offiziell Barton 1792 Distillery. Während Constellation das Bourbon-Business weitgehend ignorierte und die Bourbons aus Bardstown nicht vermarktete, änderte sich das mit dem Ridgemont Reserve 1792, der seit 2002 produziert wird. Dieser setzte auf den Trend zu teuren Premium-Whiskeys auf, der seit den 1990ern existiert, gewann mehrere Preise und wird international vertrieben. Durch den Ridgemont Reserve gewann die ganze Destillerie an Profil und Aufmerksamkeit, der sich auch auf die anderen Marken auswirkte.

## Whiskeys
Bekannteste und am weitesten verbreitete Marke von Barton ist der Ridgemont Reserve 1792. Darüber hinaus produziert die Destillery Kentucky Gentleman, Kentucky Tavern, Tom Moore, Ten High (vor allem nach dem Zweiten Weltkrieg in den über ganz Europa verstreuten Militärbasen verbreitet) und Very Old Barton. Außerhalb Kentuckys wird vor allem Ridgemont Reserve 1792 vermarktet. Der Very Old Barton (VOB) ist der bestverkaufte Bourbon in Kentucky selbst, wird außerhalb dieses Bundesstaats aber kaum vertrieben. Die Maische der meisten Barton-Whiskeys besteht aus 74 % Mais, 16 % Roggen und 10 % Malz. Neben Bourbon produziert Barton Brands einen Rye Whiskey (Fleischmann’s) und Gin, Rum, Schnaps, Tequila und Vodka.